# Wu-Chronicles, Chapter 2
Wu-Chronicles, Chapter 2 – wydany w 2001 roku kompilacyjny album Wu-Tang Clan.

## Lista utworów
Opracowano na podstawie źródła.
| #  | Tytuł                          | Słowa                                                           | Producent          | Wykonanie                                       |
| -- | ------------------------------ | --------------------------------------------------------------- | ------------------ | ----------------------------------------------- |
| 1  | "Above The Clouds"             | K. Elam, C. Martin, J. Hunter                                   | DJ Premier         | Guru, Inspectah Deck                            |
| 2  | "Re-Up"                        | V. Ruff, S. Franklin                                            | Ravi Rason         | Shyheim, Two Da Road                            |
| 3  | "Hip Hop Fury"                 | G. Grice, R. Diggs, T. Drayton, J. Dockery, S. Ansari, C. Smith | The Arabian Knight | Dreddy Kruger, GZA, Hell Razah, RZA, Timbo King |
| 4  | "Got's Like Come On Thru"      | B. Monk, D. Dragon, M. Logan, B. James                          | Marcus Logan       | Buddha Monk, Drunken Dragon, Ol' Dirty Bastard  |
| 5  | "In Trouble"                   | S. Franklin                                                     | Fatal Son          | Shyheim                                         |
| 6  | "Three Amigos (If It's On)"    | A. Angevin, R. Edwards, C. Smith                                | Junior             | King Just, Method Man, Sic                      |
| 7  | "N.Y.C. Everything"            | C. Smith, R. Diggs                                              | RZA                | RZA, Method Man                                 |
| 8  | "Rumble"                       | L. Hawkins, J. Hunter, O. Irizarry, D. Harris, C. Smith         | True Master        | U-God, Leatha Face, Method Man, Inspectah Deck  |
| 9  | "Dangerous Minds"              | R. Diggs, A. Hamilton, S. Bougard, A. Berkeley                  | RZA, 4th Disciple  | Gravediggaz                                     |
| 10 | "To The Rescue"                | L. Hawkins, O. Irizarry                                         | True Master        | Leatha Face, U-God                              |
| 11 | "Greyhound Part 2 (GZA Remix)" | J. Spencer, R. Simins, J. Bauer                                 | GZA                | Killah Priest, The Jon Spencer Blues Explosion  |
| 12 | "Catechism"                    | P. Miller, W. Reid                                              | DJ Spooky          | DJ Spooky, Killah Priest                        |
| 13 | "Left & Right"                 | M. Archer, R. Noble, C. Smith, K. Fareed                        | Q-Tip              | D'Angelo, Method Man, Redman                    |
| 14 | "Eyes A Bleed (RZA Remix)"     | J. Scilipoti, P. Yebuah, E. Turner, R. Price                    | RZA                | Bounty Killer, Masta Killa                      |
| 15 | "Hard To Kill"                 | R.L. Green Jr., C. Smith, G. Reed                               | Blackjack          | Method Man, Spice 1                             |
| 16 | "Wu-Tang Collective Freestyle" | G. Grice, E. Turner                                             | King Tech          | GZA, Masta Killa                                |
| 17 | "Only 4 My Niggas"             | Q. Bennette, D. Rose, H. Saquir, D. Cunningham                  | PC                 | Black Knights                                   |

## Pozycje album
| Rok  | Album                    | Pozycja       | Pozycja                |
| Rok  | Album                    | Billboard 200 | Top R&B/Hip-Hop Albums |
| ---- | ------------------------ | ------------- | ---------------------- |
| 2001 | Wu-Chronicles, Chapter 2 | #72           | #31                    |